# 作家

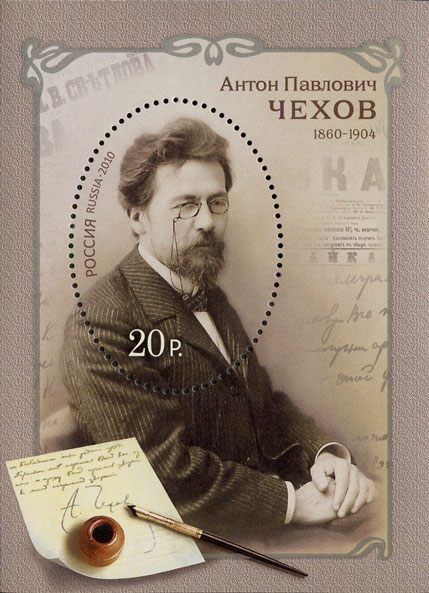
2010年俄羅斯著名作家契訶夫誕辰150週年紀念郵票小型張上的個人肖像

作家，也称为文学家（英語：Writer），一般是指使用不同寫作風格和技巧的書面文字來交流思想的人。作家創作不同形式的文學藝術和創意寫作，如小說、短篇小說、書籍、詩歌、遊記（旅遊文學）、戲劇、劇本、電視劇、歌曲和散文以及公眾可能感興趣的其它報告和新聞文章。作家的文章廣泛在媒體上發表。能夠使用語言很好地表達思想的熟練作家通常對社會的文化內容做出重大貢獻。
相對於「作者」而言，「作家」一詞比較廣義，特指文學創作上有盛名或成就的人，近代已泛指以寫作為職業的人，包括網上寫手、自由撰稿人、任何種類出書的作者都可以被稱為或自稱為作家。